# カンタール
『カンタール』(Cantar)は、ブラジルの歌手ガル・コスタが1974年に発表したスタジオ・アルバム。
カエターノ・ヴェローゾが共同プロデューサーとしてクレジットされており、ヴェローゾが提供した曲のうち「ルア・ルア・ルア・ルア」と「ジョイア」は、ヴェローゾ名義のアルバム『ジョイア』（1975年）にセルフカバーが収録された。また、ジョアン・ドナートがピアノとアレンジで参加している。
『ローリング・ストーン・ブラジル』誌が選出した「ブラジル音楽の偉大なアルバム100」では91位にランク・インした。

## 収録曲
1. バラート・トタル - "Barato Total" (Gilberto Gil) - 3:52
2. ア・ハン（カエル） - "A Rã" (Caetano Veloso, João Donato) - 3:53
3. ルア・ルア・ルア・ルア - "Lua, Lua, Lua, Lua" (C. Veloso) - 3:04
4. カンサォン・キ・モーヒ・ノ・アール（宙に消える歌） - "Canção Que Morre no Ar" (Carlos Lyra, Ronaldo Bôscoli) - 1:52
5. フロール・ヂ・マラクジャ（パッションフルーツの花） - "Flor de Maracujá" (C. Veloso, Lysias Ênio) - 3:00
6. フロール・ヂ・セハード（野生の花） - "Flor do Cerrado" (C. Veloso, Tom Jobim, Vinicius de Moraes) - 3:13
7. ジョイア - "Joia" (C. Veloso) - 3:27
8. アテー・ケン・サービ（ひょっとしたら） - "Até Quem Sabe" (J. Donato, Lysias Ênio) - 3:41
9. オ・セウ・イ・オ・ソン（空と音） - "O Céu e o Som" (Péricles Cavalcanti) - 3:02
10. ラグリマス・ネグラス（黒い涙） - "Lágrimas Negras" (Jorge Mautner, Nélson Jacobina) - 3:34
11. シュルルー - "Chululu" (Mariah Costa) - 0:55